# HOT LIPS
『HOT LIPS』（ホット・リップス）は、日本のロックバンド・ZIGGYの2枚目のオリジナル・アルバム。

## 概要
- メンバー全員が曲作りに参加している。
- アルバムジャケットはニューヨーク・ドールズのファーストアルバムのパロディ。
- 「PLAYING ON THE ROCKS」では、ニューヨーク・ドールズのジョニー・サンダースがレコーディングに参加している。
- 2020年に再レコーディングされ、6月に通信販売、ツアー会場限定で発売。同年10月に流通盤が発売された。

## 収録曲
| #         | タイトル                  | 作詞               | 作曲               | 時間  |
| --------- | ------------------------- | ------------------ | ------------------ | ----- |
| 1.        | 「HOT LIPS」              | 森重樹一           | 戸城憲夫、松尾宗仁 | 3:27  |
| 2.        | 「WHAT DO YOU WANT?」     | 森重樹一           | 森重樹一           | 2:06  |
| 3.        | 「BORN TO BE FREE」       | 森重樹一           | 森重樹一           | 3:25  |
| 4.        | 「HIGHWAY DRIVING NIGHT」 | 森重樹一           | ZIGGY              | 4:27  |
| 5.        | 「GLORIA」                | 森重樹一           | 森重樹一           | 4:16  |
| 6.        | 「PLAYING ON THE ROCKS」  | 戸城憲夫           | 戸城憲夫           | 3:04  |
| 7.        | 「LAST DANCEはお前に」    | 森重樹一           | 森重樹一           | 3:21  |
| 8.        | 「TOKYO CITY NIGHT」      | 森重樹一           | 森重樹一           | 3:37  |
| 9.        | 「POOR BOY」              | 森重樹一           | 森重樹一           | 3:02  |
| 10.       | 「STARTIN' AGAIN」        | 森重樹一、大山正篤 | ZIGGY              | 6:59  |
| 合計時間: | 合計時間:                 | 合計時間:          | 合計時間:          | 37:44 |

## タイアップ
「GLORIA」
フジテレビ系テレビドラマ『同・級・生』主題歌。